# زلزال تشيمبوتي 1996
وقع زلزال تشيمبوتي عام 1996 في 21 فبراير في07:51 بالتوقيت المحلي وذلك على بعد 130 كيلومتراً قبالة سواحل شمال بيرو، بالقرب من خندق بيرو-تشيلي. بلغت شدة الزلزال على مقياس درجة العزم قرابة 7.5 درجة على عمق 25.0 كم.

## تسونامي
كان هذا الزلزال مميزًا لأنه تسبب في حدوث تسونامي كبير بشكل غير متناسب. الزلازل ذات سرعات التصدع البطيئة هي أكثر مسببات التسونامي كفاءة، وقد صنّفت سرعة التصدع لهذا الزلزال على أنها بطيئة إلى حد ما (نيومان وأوكال، 1996). أثر تسونامي على المنطقة الساحلية في بيرو من باكاسمايو، إقليم لا ليبرتاد إلى كاياو. تبلغ مسافة الخط المستقيم بين المنطقتين حوالي 590 كم. بلغ أكبر امتداد للتسونامي قرابة 5.14 مترًا، وسجل في ميناء تشيمبوتي، الواقع على الجانب الشمالي من خليج تشيمبوتي. قُتل 12 شخصًا في كارثة تسونامي، جميعهم في مناطق نائية، ويرجع ذلك على الأرجح إلى عدم توفر المعلومات لهم بشأن حدوث تسونامي. في المناطق ذات الكثافة السكانية الأكبر، مثل تشيمبوتي، كان الناس على دراية باقتراب تسونامي وتمكنوا من إخلاء الساحل في الوقت المناسب. سجّل تسونامي في جزيرة إيستر وآخر في هيلو.

## الهزات الارتدادية
تراوح نمط الهزات الارتدادية لهذا الزلزال من 120 إلى 180 كيلومتراً قبالة الساحل وبدا أنها موازية لخندق بيرو-تشيلي والساحل البيروفي.